# 니콜라이 솔로두힌
니콜라이 이바노비치 솔로두힌(러시아어: Никола́й Ива́нович Солоду́хин, 1942년 3월 23일~)은 소련의 유도 선수이다. 1980년 하계 올림픽 하프라이트급에서 금메달을 획득했으며, 세계 선수권 대회에서 금메달 2개, 유럽 선수권 대회에서 금메달 1개, 은메달 1개, 동메달 1개를 획득했다.
현역에서 은퇴한 후 자신의 이름을 딴 유도 도장을 운영하고 있다.